# Damernas +81 kg i tyngdlyftning vid olympiska sommarspelen 2024
Damernas tyngdlyftning i +81-kilosklassen vid olympiska sommarspelen 2024 hölls den 11 augusti 2024 i Paris Expo Porte de Versailles i Paris i Frankrike.

## Rekord
Innan tävlingens start gällde följande rekord.
| Världsrekord     | Ryck   | Li Wenwen (CHN) | 148 kg | Tasjkent, Uzbekistan | 25 april 2021  |  |
| Världsrekord     | Stöt   | Li Wenwen (CHN) | 187 kg | Tasjkent, Uzbekistan | 25 april 2021  |  |
| Världsrekord     | Totalt | Li Wenwen (CHN) | 335 kg | Tasjkent, Uzbekistan | 25 april 2021  |  |
|                  |        |                 |        |                      |                |  |
| Olympiska rekord | Ryck   | Li Wenwen (CHN) | 140 kg | Tokyo, Japan         | 2 augusti 2021 |  |
| Olympiska rekord | Stöt   | Li Wenwen (CHN) | 180 kg | Tokyo, Japan         | 2 augusti 2021 |  |
| Olympiska rekord | Totalt | Li Wenwen (CHN) | 320 kg | Tokyo, Japan         | 2 augusti 2021 |  |

## Resultat
| Placering | Idrottare           | Nation                  | Ryck (kg) | Ryck (kg) | Ryck (kg) | Ryck (kg) | Stöt (kg) | Stöt (kg) | Stöt (kg) | Stöt (kg) | Totalt |
| Placering | Idrottare           | Nation                  | 1         | 2         | 3         | Resultat  | 1         | 2         | 3         | Resultat  | Totalt |
| --------- | ------------------- | ----------------------- | --------- | --------- | --------- | --------- | --------- | --------- | --------- | --------- | ------ |
| 1         | Li Wenwen           | Kina                    | 130       | 136       | —         | 136       | 167       | 173       | 174       | 173       | 309    |
| 2         | Park Hye-jeong      | Sydkorea                | 123       | 127       | 131       | 131       | 163       | 168       | 173       | 168       | 299    |
| 3         | Emily Campbell      | Storbritannien          | 119       | 123       | 126       | 126       | 162       | 169       | 174       | 162       | 288    |
| 4         | Lisseth Ayoví       | Ecuador                 | 117       | 121       | 123       | 123       | 156       | 160       | 162       | 160       | 283    |
| 5         | Mary Theisen-Lappen | USA                     | 115       | 118       | 119       | 119       | 155       | 162       | 165       | 155       | 274    |
| 6         | Duangaksorn Chaidee | Thailand                | 120       | 120       | 120       | 120       | 152       | 156       | 160       | 152       | 272    |
| 7         | Halima Abbas        | Egypten                 | 110       | 115       | 118       | 115       | 135       | 140       | 145       | 145       | 260    |
| 8         | Naryury Pérez       | Venezuela               | 114       | 117       | 117       | 114       | 140       | 145       | —         | 145       | 259    |
| 9         | Crismery Santana    | Dominikanska republiken | 111       | 115       | 118       | 118       | 140       | 140       | 140       | 140       | 258    |
| 10        | Tursunoy Jabborova  | Uzbekistan              | 112       | 116       | 118       | 118       | 133       | 138       | 138       | 133       | 251    |
| 11        | Iuniarra Sipaia     | Samoa                   | 100       | 105       | 110       | 105       | 141       | 141       | 148       | 141       | 246    |
| 12        | Nurul Akmal         | Indonesien              | 105       | 110       | 110       | 105       | 140       | 145       | 151       | 140       | 245    |